# Michael Trevino
Pour les articles homonymes, voir Trevino.
Michael Trevino est un acteur américain, né le 25 janvier 1985 à Montebello, en Californie (États-Unis).
Il se fait connaître par le rôle de Tyler Lockwood qu'il incarne dans la série télévisée dramatique et fantastique The Vampire Diaries (2009-2017) puis dans la série télévisée américaine Roswell, New Mexico, reboot de la série télévisée Roswell.

## Biographie

### Jeunesse et formation
Michael Anthony Trevino a grandi à Montebello, puis, lorsque sa carrière a été lancée, a emménagé à Valencia, un quartier de Los Angeles. Sa mère est originaire de Zacatecas au Mexique et son père est originaire de Fresno (États-Unis).

### Carrière

#### Débuts et seconds rôles
En 2005, à l’âge de 20 ans, il commence sa carrière en apparaissant dans des épisodes de séries télévisées installées telles que Summerland, Charmed et Commander in Chief.
Puis, en 2006, il joue dans le téléfilm Disney, Les Sœurs Callum aux côtés d’Alyson Michalka et Amanda Michalka. Il est aussi apparu dans des séries comme FBI : Portés disparus, Les Experts : Miami, Bones, Cold Case : Affaires classées.
Entre 2007 et 2008, il rejoint la distribution principale de l'éphémère série dramatique Cane du réseau CBS et il joue dans trois épisodes du reboot de la série culte des années 1990, Beverly Hills 90210, 90210 Beverly Hills : Nouvelle Génération.
Dans le même temps, il joue dans quelques épisodes de la comédie noire The Riches.

#### Révélation: DeVampire DiariesàRoswell, New Mexico

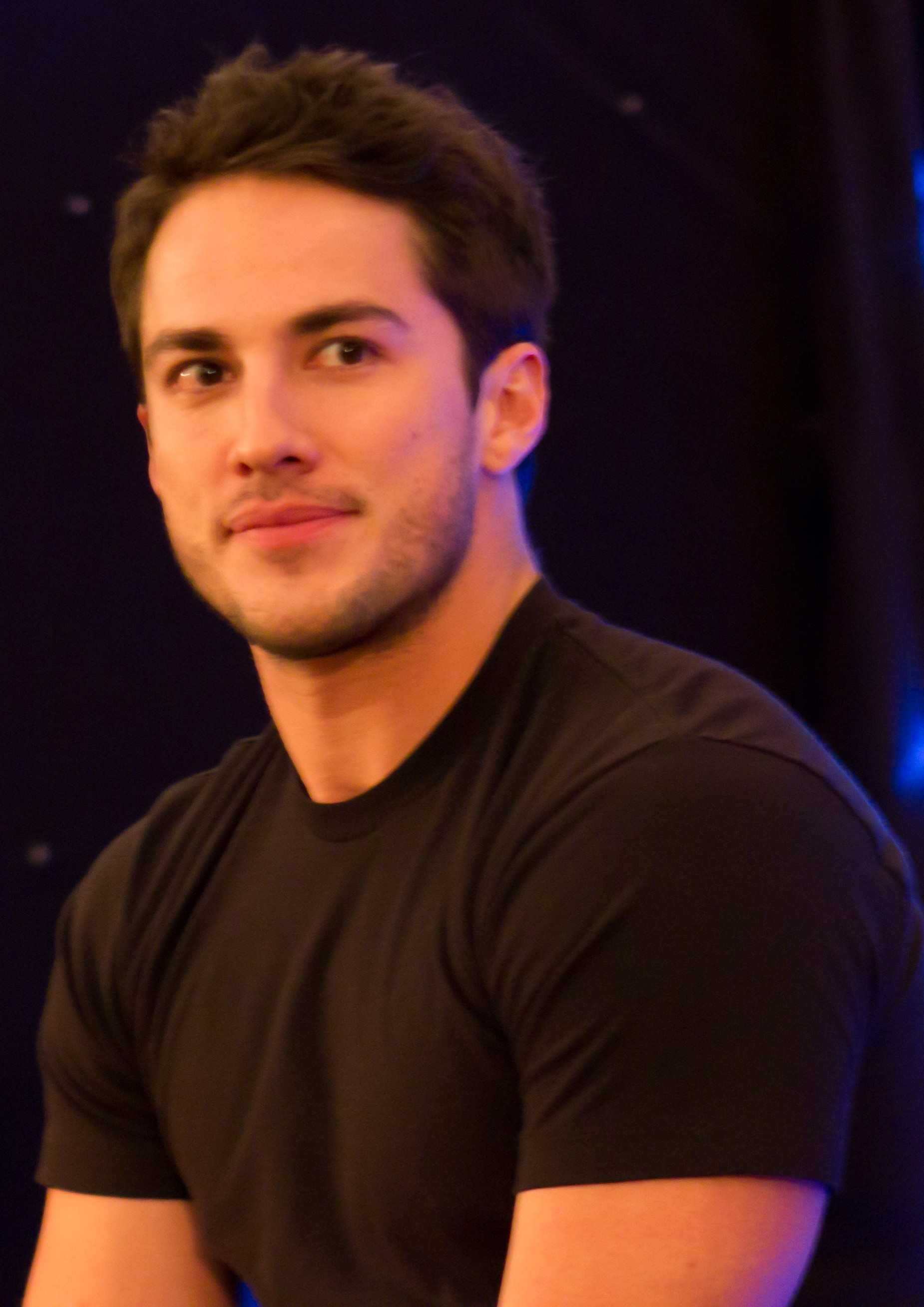
En 2013, lors d'une conférence autour de Vampire Diaries.

En 2009, il apparaît dans les séries Mentalist, Les Experts : Manhattan et Les Experts. Mais cette année-là, il décroche surtout le rôle qui va le révéler au grand public. Il est retenu pour incarner Tyler Lockwood, un des personnages principaux de la série dramatique et fantastique Vampire Diaries du réseau The CW Television Network. Elle est inspirée de la série de romans Journal d'un vampire de L. J. Smith et créée par Kevin Williamson et Julie Plec.
Vampire Diaries rencontre un franc succès auprès du public et atteint des records d'audiences pour la chaîne. L'acteur est récompensé, en 2011 et en 2012, d'un Teen Choice Awards. Une cérémonie qui récompense des personnalités en se basant sur leur popularité auprès des adolescents, qui sont les seuls votants. Il est aussi proposé pour deux ALMA Awards.
Profitant de la pérennité du show, l'acteur tourne dans son premier long-métrage. Il est ainsi un second rôle du film d'horreur 48 heures chrono avec John Cusack et Jennifer Carpenter. En 2013, Michael devient le narrateur audio de l'e-book Sauver Raphaël Santiago, écrit par Cassandra Clare, dans les Chroniques de Bane.
En parallèle, le succès de Vampire Diaries génère deux spin-off : The Originals mettant en scène la famille Mikaelson et dont les premières saisons se déroule parallèlement à la série puis Legacies, qui se déroule après et met en scène le personnage d'Alaric Saltzman et intègre aussi des personnages de The Originals. Michael Trevino jouera notamment dans deux épisodes de The Originals.
Mais en 2016, à la fin de la saison 6, Michael Trevino quitte la distribution principale, à la même période Nina Dobrev s'en va également. En revanche, il devient récurrent et intervient dans une poignée d'épisodes de la saison 7,, ainsi que dans l'ultime saison. Vampire Diaries s'arrête, en effet, en 2017, après huit saisons et plus de 170 épisodes. La même année, il est la vedette du drame d'action Sunset Park qui sort le 1er septembre 2018 en Chine.
L'acteur rebondit rapidement à la télévision et rejoint la distribution principale de Roswell, New Mexico, reboot de Roswell, diffusée entre 2019 et 2022,. La série est notamment produite par Julie Plec avec qui il travaillait déjà sur Vampire Diaries, il y reprend le rôle de Kyle Valenti interprété par Nick Wechsler dans la série originale. La série est diffusée depuis le 15 janvier 2019 sur The CW.

### Vie privée

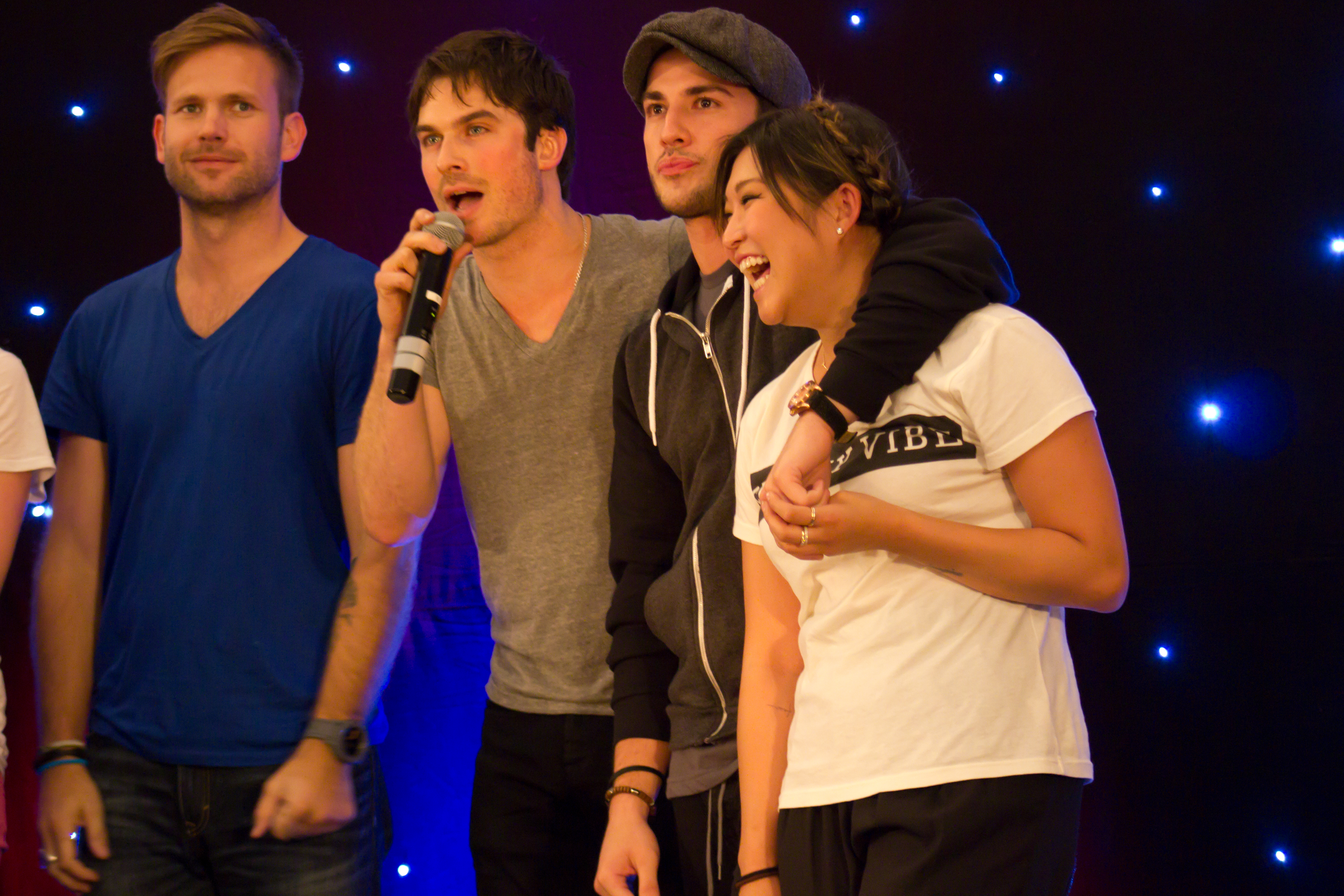
Matt Davis, Ian Somerhalder, Michael Trevino et Jenna Ushkowitz, en 2013.

Michael a été en couple pendant trois ans avec l'actrice et chanteuse, Jenna Ushkowitz, de janvier 2011 à mai 2014.
Le 25 juin 2025 il publie un post sur Instagram annonçant qu'il s'est marié le 20 juin 2025 avec Bregje Heinen.

## Filmographie

### Cinéma

#### Court métrage
- 2018 : The Caption de Nick Miller et Jonny Zwick : Fancy Man

#### Longs métrages
- 2012 : 48 heures chrono de Morgan O'Neill : Tad
- 2017 : Out of Control de Richard Lin et Axel Sand : Kayser
- 2017 : Sunset Park de Jason Sarrey : Gino Sarcione

### Télévision

#### Téléfilms
- 2006 : Les Sœurs Callum de Francine McDougall : Jackson Meade
- 2009 : Les chemins de l'espérance de David S. Cass Sr. : Joshua
- 2017 : Baker Daily: Trump Takedown de James Kapner : Michael Hanson (court métrage télévisuel)

#### Séries télévisées
- 2005 : Summerland : Tim Bowser (1 épisode)
- 2005 : Charmed : Alastair (1 épisode)
- 2005 : Commander in Chief : Kevin (1 épisode)
- 2006 : FBI : Portés disparus : Carter Rollins (1 épisode)
- 2006 : Prison Break : Alley Cop (1 épisode)
- 2006 : Cold Case : Affaires classées : Zach en 1995 (1 épisode)
- 2006 : Les Experts : Miami : Matthew Batra (1 épisode)
- 2006 : Bones : Graham Hastings (1 épisode)
- 2007 : Cane : Jaime Vega (13 épisodes)
- 2007-2008 : The Riches : Brent (5 épisodes)
- 2008 : 90210 Beverly Hills : Nouvelle Génération : Ozzie Cardoza (3 épisodes)
- 2009 : Les Experts : Dave Henkel (1 épisode)
- 2009 : Mentalist : Brandon Fulton (1 épisode)
- 2009 : Les Experts : Manhattan : Gavin Skidmore (1 épisode)
- 2009-2017 : Vampire Diaries : Tyler Lockwood (rôle principal saisons 1 à 6 - rôle récurrent saisons 7 et 8)
- 2013 : The Originals : Tyler Lockwood (saison 1, épisodes 7 et 8)
- 2015 : Kingmakers : (pilote non retenu par ABC)
- 2018 : Timberwood : Ryan Torres (1 épisode)
- 2019 - 2022 : Roswell, New Mexico : Kyle Valenti (rôle principal)

## Distinctions
Sauf indication contraire, les informations mentionnées dans cette section peuvent être confirmées par la base de données cinématographiques IMDb,  présente dans la section « Liens externes ».

### Récompenses
- 13e cérémonie des Teen Choice Awards 2011 : meilleur voleur de vedette dans une série télévisée pour Vampire Diaries
- 14e cérémonie des Teen Choice Awards 2012 : meilleur voleur de vedette dans une série télévisée pour Vampire Diaries

### Nominations
- ALMA Awards 2011 : meilleur acteur de télévision dans un second rôle pour Vampire Diaries
- ALMA Awards 2012 : meilleur acteur dans un second rôle dans une série télévisée dramatique pour Vampire Diaries
- 16e cérémonie des Teen Choice Awards 2014 : meilleur voleur de vedette dans une série télévisée pour Vampire Diaries